# Rifugio Mario Premuda

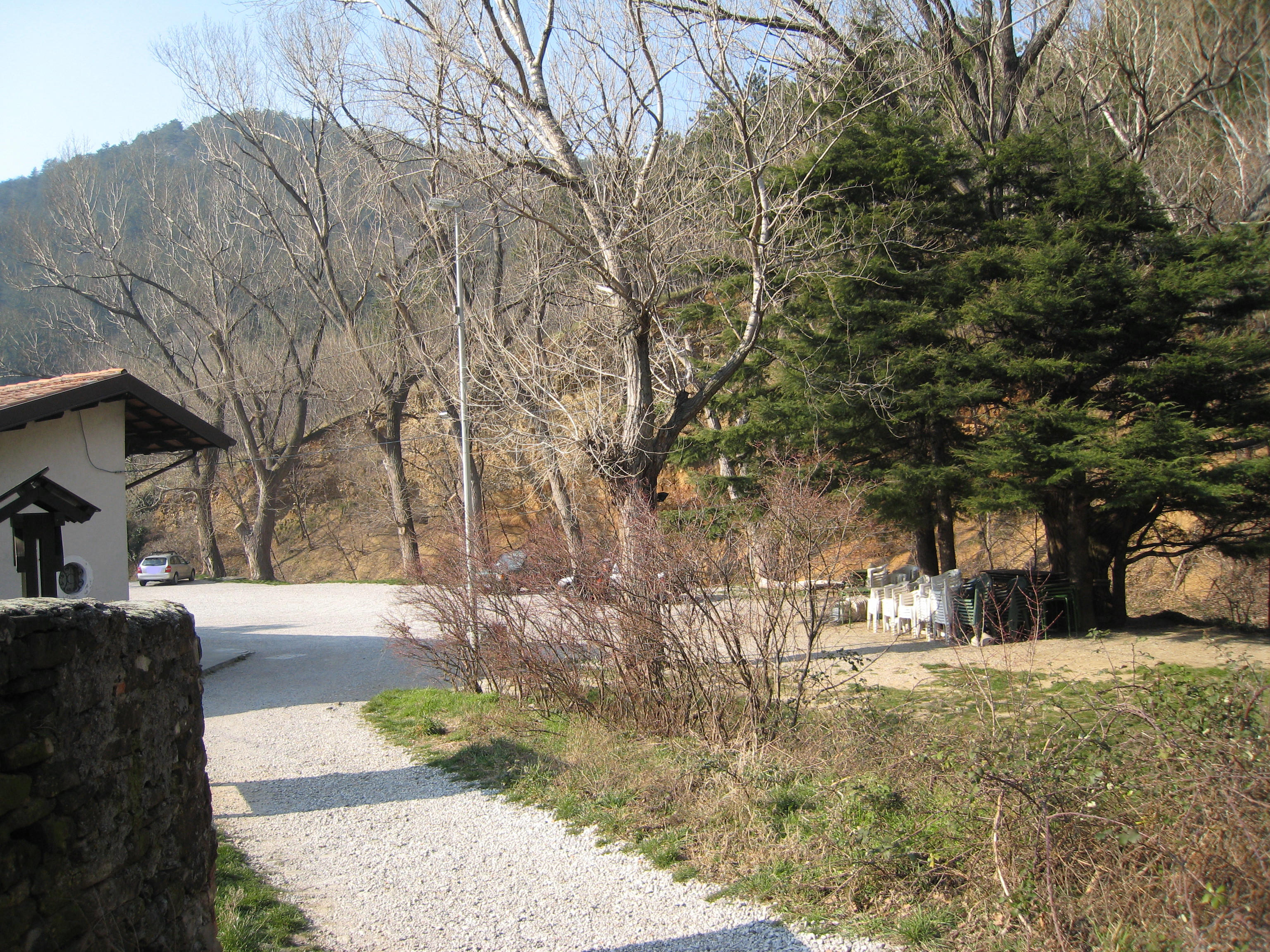
Il piazzale antistante il rifugio

Il rifugio Mario Premuda si trova all'imboccatura della Val Rosandra, in località Bagnoli Superiore, poco lontano dall'abitato di Bagnoli della Rosandra, una frazione del comune di San Dorligo della Valle, in provincia di Trieste. È frequentatissimo da escursionisti, rocciatori e speleologi, ma anche da comuni cittadini in cerca di tranquillità e aria pulita a pochi chilometri dal centro cittadino.

## Storia
È stato costruito nel 1940 dalla Società alpina delle Giulie, una sezione di Trieste del CAI, ed è stato successivamente rinnovato nel 1989. È intitolato all'alpinista Mario Premuda, deceduto nel 1931, ed ospita la sede della scuola di alpinismo Emilio Comici.
Per la sua elevazione di poche decine di metri sul livello del mare, il Premuda è il più basso rifugio alpino dell'Italia continentale.

## Caratteristiche ed informazioni
Il rifugio è costituito da un edificio in muratura che si sviluppa su un unico piano.
Internamente si compone di due salette con i tavoli, il banco di mescita prospiciente l'entrata, la cucina ed i servizi.

Esternamente dispone di un ampio piazzale, che funge sia da parcheggio per gli escursionisti della valle sia come spazio dove disporre le panche ed i tavoli all'aperto nella bella stagione. È un luogo caratteristico, sulla sponda sinistra del torrente Rosandra, tra gli alberi sotto una parete della valle.
Si trova lungo il percorso dell'itinerario rosso della Via Alpina.
Non dispone di posti letto, per cui offre solo ristoro.
Indirizzo:

Località Bagnoli della Rosandra Superiore 245

San Dorligo della Valle

34018 Trieste

## Accessi
Il rifugio è raggiungibile tramite strada asfaltata da Bagnoli della Rosandra, dalla cui piazza dista solamente 800 metri.

Nei giorni feriali la strada può essere percorsa anche dalle automobili, mentre nelle giornate festive e prefestive sono ammessi solo i pedoni.

Al paese di Bagnoli si può arrivare anche con l'autobus urbano, in quanto dista pochi chilometri dalla città di Trieste.

## Ascensioni
Nella val Rosandra ci sono numerose pareti attrezzate utilizzate come palestra di roccia dalle scuole di alpinismo, tra le quali ricordiamo:
- le Rose d'Inverno
- la Grande
- la Biondi

## Escursioni
Il rifugio Premuda è la base di partenza per numerose escursioni nella val Rosandra, delle quali ricordiamo:
- alla frazione di Botazzo, lungo il sentiero di fondo valle, che passa sopra la cascata
- alla chiesetta di Santa Maria in Siaris
- al cippo Comici